# Werdermannia
Werdermannia es un género de fanerógamas perteneciente a la familia Brassicaceae. Comprende 3 especies descritas y de estas, solo 2 aceptadas.

## Taxonomía
El género fue descrito por Otto Eugen Schulz  y publicado en Notizblatt des Botanischen Gartens und Museums zu Berlin-Dahlem 10: 470. 1928.

## Especies aceptadas
A continuación se brinda un listado de las especies del género Werdermannia aceptadas hasta mayo de 2014, ordenadas alfabéticamente. Para cada una se indica el nombre binomial seguido del autor, abreviado según las convenciones y usos. 
- Werdermannia anethifolia (Phil.) I.M.Johnst.
- Werdermannia macrostachya
- Werdermannia mendocina Boelcke & Arroyo-Leuenb.
- Werdermannia pinnata
- Werdermannia pubescens  Barnéoud